# Мавзолей Шоабдумалик ота
Мавзолей Шоабдумалик ота — исламский культовый центр, мавзолей и археологический памятник Шоабдумалик ота (варианты названия: Шоабдумалик-бобо, Шодмалик-ота) расположен примерно в 40 км. от Ташкента по Ахангаранскому шоссе, на правобережье долины реки Ахангаран.

## Описание мавзолея
Мавзолей Шоабдумалик ота представляет собой яркий образец гармоничного воплощения современного среднеазиатского зодчества с историческими строительными традициями прошлого, сочетая их с лучшими передовыми технологиями настоящего. Здание, удачно возведённое на холме, издалека привлекает взгляд, находясь на оживленной трассе, ведущей из столицы в Ферганскую долину, являясь историческим отрезком легендарного Шёлкового Пути.
От дороги начало комплекса знаменует высокая однопролётная арка гармоничных пропорций, от которой ведёт широкая, удобная дорога к мавзолею, с двух сторон посажена пышная растительность из цветов разных сортов, декоративных кустов роз и цветущим круглогодично. Само здание мавзолея представляет собой одноэтажный двухчастный объем с хорошо развитым цокольным этажом, где и находятся подземные помещения, изначального мавзолея, описанные Массоном М. Е. в 1953 году. Входная часть отмечена широким порталом. Архитектурный орнамент представлен плитками керамики охристых и зелёно-голубых оттенков, геометрического звёздчатого рисунка. Портал, словно перекрытый куполом, симметрично фланкирован двумя восьмигранными башнями, увенчанными ребристыми куполами зелёного цвета, со сталактитовыми завершениями каждого ребра на барабане. На пяти наглядных сторонах восьмигранных башен расположены прямоугольные проёмы окон в ганчевых стрельчатых решётках панжара в два этажа. Украшением портала служит двустворчатая деревянная ореховая дверь в сквозной арке, выполненная в стиле модерн, придавая парадность и динамику всему облику мавзолея.
Гранитные ступени с трёх сторон ведут к площадке перед входом в мавзолей, серый природный цвет приятно оттеняет охристые оттенки кирпичной кладки и создает баланс трём ребристым куполам горизонтальным членением поверхности.

## Интерьер мавзолея
Первое входное помещение здания – зиератхона перекрыта высоким куполом с внутренней стороны по барабану купола имеются образцы эпиграфики в восточных картушах.
Техника трёхкратно-выемчатой резьбы по ганчу традиционного узора «занчирбанд» позволяет достичь эффекта подвижности орнамента за счёт игры светотени. Оформление зиератхоны торжественно выполнено в красных и синих цветах и оттенках. По бокам от зиератхоны расположены террасы – айваны, с тремя круглыми восточными колоннами.
Они имеют традиционную форму, состоящую из трёх частей: тахкурси (база), пойсутун (нога), и салла (капитель), плавные круглые контуры сочетаются с кувшинообразными участками, называемыми в народе кузаги. Шарообразные участки их имеют приплюснутую форму репы и называются шалгами. С айвана открывается панорама на всю округу.
Вторая часть здания, отделённая от зиератхоны перегородкой и оформленная со стороны первого помещения в стиле токчабанди, – это гурхона, где непосредственно находятся двух и трёхчастные сагона.
Они оформленные керамической плиткой в стиле резной поливной терракоты окруженные по периметру деревянными декоративными оградками по принципу хазира.

## Личность Шоабдумалик ота
Малик Абдулла Ахмад Кулмухаммад ибн Кодир бини Корахони Илоки — полное имя человека, чья могила вот уже 9 столетий является святыней, связанной с суфийским Орденом Яссавия.
В народе его называют Шоабдумалик ота. Он жил примерно в конце XII — начало XIII века. Дата смерти — 1203 год. Обучался в Бухаре, изучил основы суфизма и прошел этот путь, взяв за основы учение Юсуфа Хамадоний, в совершенстве владел несколькими восточными языками. Писал труды на тюркском и на фарси. Преподавал философию, логику, прекрасно знал минералогию. В настоящее время произведения его не сохранились. Но поиски ведутся, как ведется поиск его удивительной библиотеки, которая была утеряна в 30-е годы XX века. Мавзолей Шоабдумалик ота является памятником архитектуры государственного значения. В прошлом здесь функционировали караван-сарай, медресе, библиотека, лаборатории.

## История строительства
Председатель Ташкентского Областного Фонда «Олтин Мерос» — Зарифа Араббаевна Эшмирзаева выступила инициатором строительства на этом месте мавзолея, с намерением увековечить память о Шоабдумалик ота. Более семи лет велось строительство этого мавзолея. Автор проекта мавзолея Мухаммад Фозили — главный архитектор Фонда.

## Письменные источники
Упомянутая у арабских географов в многочисленных письменных источниках главная илакская столичная дорога от Нукета отходила в юго-восточном направлении. Несколько севернее этой дороги, километрах в 15 к юго-востоку от города Нуравшон, при выходе из предгорий одного из саев, расположен мазар, связанный с именем шейха  Шоабдумалик ота. По сведениям, содержащимся в Рашахате, Абдул-Малик баба был дедом популярного в районе Ташкента в свое время шейха, по прозванию Занги-ата (умершего в 1258 г.) и сыном Мансур-ата, первого мюрида Хазрет Ахмада Яссави (известного шейха XII века, чей мавзолей находится в городе Туркестане). Таким образом, предание, что Шоабдумалик ота жил около 900 лет назад, имеет основание.

## Исследования мавзолея М. Е. Массоном
Внутренний план подземных помещений мазара Шоабдумалик ота был осуществлён впервые М. Е. Массоном.
В научной литературе сведений о мавзолее Шоабдумалик ота нет, но есть упоминания в связи с посещением мазара в 1896 году двумя членами ТКЛА, Н. Г. Маллицким и М. С. Андреевым. Народная молва утверждала, что при мазаре имеются мощи святых и что в склепе лежит немало старинных рукописных книг.
По сведениям М.Е. Массона в момент посещения (1953) мазар был полузаброшен, а последний шейх, по имени Назыр хан, сын Ходжа хана, покинул его и перебрался на жительство в Пскент, примерно года за четыре до того. Прежде участок мазара занимал большую площадь поливной земли с садовыми насаждениями в южной стороне селения Мазар. В 1934 году около чарбага с хаузом существовали сравнительно недавние постройки здания летней и зимней мечетей, мехмонхана, айван, а рядом обширный двор и жилые постройки старшего шейха. Все эти строения за последние годы начали разрушаться. К северу отсюда, среди могил старинного кладбища, высится искусственно насыпанный плоский холм, прямоугольный в плане (27 х 28,5 м при средней высоте в 2 м) под ним находится бывший, по-видимому, раньше бывший наземным сооружением, а ныне подземный склеп с мазаром шейха.
Он выложен на глиняном растворе из средневекового жженого кирпича по преимуществу продолговатого шаш-илакского типа XI — XII веков, имеющего размеры 28 х 14 х 4 см. Кроме него, кое-где употреблены также квадратные кирпичи размером 33 х 33 х 4 см и 30 х 30 х 5 см. Вход в склеп переложен сравнительно недавно и перекрыт плоской легкой крышей, балки которой увешаны вотивными тряпочками. Пять спускающихся вниз ступеней приводят в почти квадратное помещение, перекрытое сводом типа «балхи», где паломники совершали молитву святому и возжигали светильники. Для чирагов устроено несколько полочек.
В одном из углов низенькая дверь, забранная навешанной решеткой, открывает доступ в узкий сводчатый коридор, в котором стоят два небольших деревянных гробика, покрытых старыми бумажными полотнищами кабрпушей с насыпанной поверх землей. Гробики содержат внутри разрозненные кости нескольких скелетов.
Следующее помещение, перекрытое сводом наклонными отрезками и расположенное по оси под прямым углом к коридору, имеет в длину 7,60 м при ширине 2,47 м. В нем на засыпанном рыхлой землей полу в южной половине стоит самый большой деревянный гроб. Прямоугольный, с отвесными стенками, он имеет в длину 1,87 м при ширине 0,65 м и вышине угловых стоек 0,70 м. Каждая сторона его состоит из двух досок, закреплённых в угловых стойках квадратного сечения (7 см).

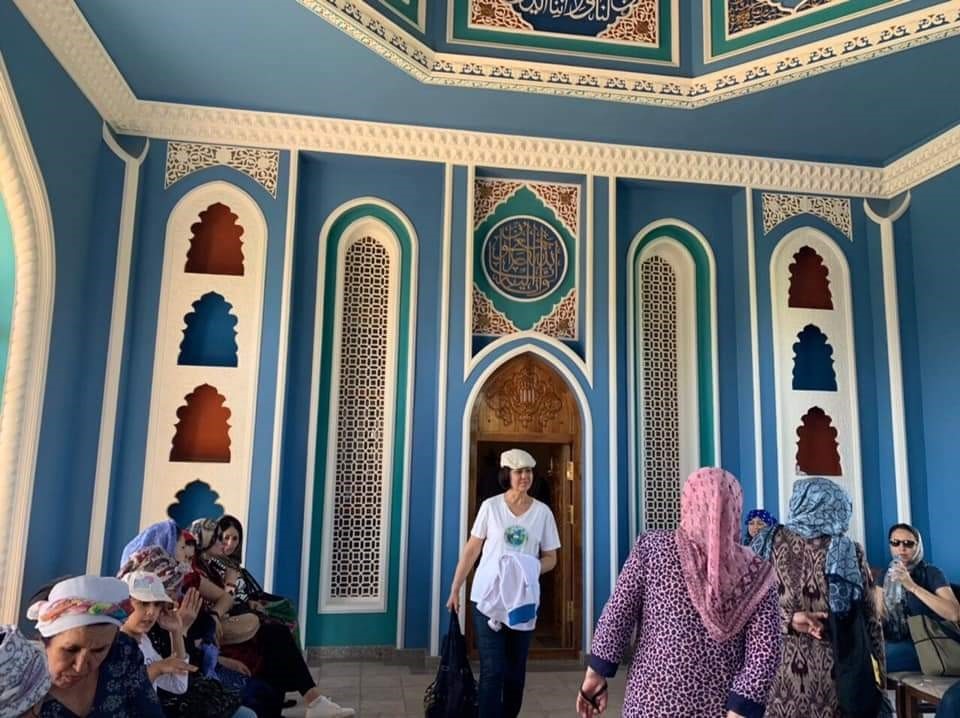

Стойки опущены несколько ниже дна гроба, который, таким образом, оказывается приподнятым над полом как бы на ножках. Двускатная крышка сделана из шести досок. Гроб затянут покрывалом из бумажной материи и отделен от остального склепа такой же занавеской. Одна печатная книга религиозного содержания на арабском языке, буйра на полу, пара чирагдонов, то есть подставок для чирагов (одна – из корневища дерева, другая – ажурная чугунная) дополняли убранство склепа перед гробом шейха. В северном конце склепа стоят ещё четыре гроба меньших размеров, поставленные вплотную друг к другу и скрытые также занавеской. В западной стене главного склепа имеется ниша, ведущая в примыкавшее с этой стороны помещение и заложенная наглухо кирпичной кладкой. Осенью 1934 года она была вскрыта членами комиссии Узкомстариса, причем оказалось, что замурованная комната была совершенно пустой и имела в плане 3,50 Х 2, 2 м.
Отряд ТПЭ не имел времени для подробного изучения мазара, поскольку это и не входило в его задачи. При беглом осмотре, сопровождавшемся изготовлением схематического плана склепа, удалось убедиться, что в гробах лежат далеко не полные скелеты, а только отдельные разрозненные кости, давшие, по-видимому, основание для возникновения легенды о наличии мощей и даже мумий при мазаре. По своей форме гробы мазара Шоабдумалик ота напоминают такие же гробы, употреблявшиеся в Средней Азии в конце XIII и в XIV вв. при мусульманских погребениях. Однако шесть из них имеют в длину всего около 1,25 м. На площади несколько юго-восточнее мазара встречаются фрагменты средневековой глазурованной и неполивной керамики X —XII веков, и видны следы построек бывшего здесь средневекового поселения. В обрезах культурных слоев попадаются и фрагменты дофеодальной керамики.
Пролегавшая еще южнее средневековая большая столичная дорога, должно быть, проходила мимо Джумиш-казы-тепе. Бугор этот расположен в юго-западной части современного кишлака Анхор.

## Мавзолей Шоабдумалик ота в настоящее время
Древний археологический памятник Шоабдумалик ота (варианты названия: Шоабдумалик-бобо, Шодмалик-ота) определён как городище, расположенное к юго-юго-востоку от мазара.
Много лет здесь велась несанкционированная распашка и посев сельскохозяйственных культур. По инициативе и при финансовой поддержке Ташкентского областного отделения Международного благотворительного фонда «Олтин Мерос», совместным отрядом Института археологических исследований АН РУз (руководитель ст. н. с. Ильясова С. Р.) и Института истории АН РУз (н. с. Вульферт Э. Ф.) в 2018 году здесь были начаты небольшие поисковые работы, при этом были заложены несколько шурфов и два раскопа, а в 2019 г. эти раскопки были продолжены.
В результате проведённых раскопочных археологических работ был вскрыт жилой комплекс, отнесенный к караханидскому периоду (X—XI вв.). С целью сохранения этого памятника на общей площади 200 м². над раскопом было возведено перекрытие, которое является первым перекрытием над древним археологическим памятником в Ташкентской области.
В своём сегодняшнем виде комплекс Шодмалик ота является туристическим объектом, включающим в себя мавзолей Шодмалик ота, археологический объект — музей под открытым небом и стационарную археологическую базу. В дальнейшем на базе комплекса Шодмалик ота планируется строительство археологического музея.